# Leiophron adamantina
Leiophron adamantina är en stekelart som beskrevs av Papp 1992. Leiophron adamantina ingår i släktet Leiophron och familjen bracksteklar. Inga underarter finns listade i Catalogue of Life.